# عصام مرعي
عصام مرعى (مواليد 1 فبراير 1965)[بحاجة لمصدر] هو لاعب خط وسط نادى الزمالك ومنتخب مصر لكرة القدم الاسبق. حاليًا يعمل مديرا فنيا مؤقتا لنادي الزمالك بعد اقالة المدير الفني السابق الصربي .

## بطولاته مع الزمالك
الدورى المصرى مرتان عام: 1991/1992و1992/1993
دورى ابطال افريقياعام :1993 و1996
السوبر الفريقى عام : 1994 و1997
بطولة الافرواسيوى : 1997

## روابط خارجية
- عصام مرعي على موقع قاعدة بيانات كرة القدم.إي يو (الإنجليزية)